# Колібрі-герцог південний
Колі́брі-герцог південний (Eugenes spectabilis) — вид серпокрильцеподібних птахів родини колібрієвих (Trochilidae). Мешкає в Коста-Риці і Панамі. Раніше вважався конспецифічним з північним колібрі-герцогом.

## Опис

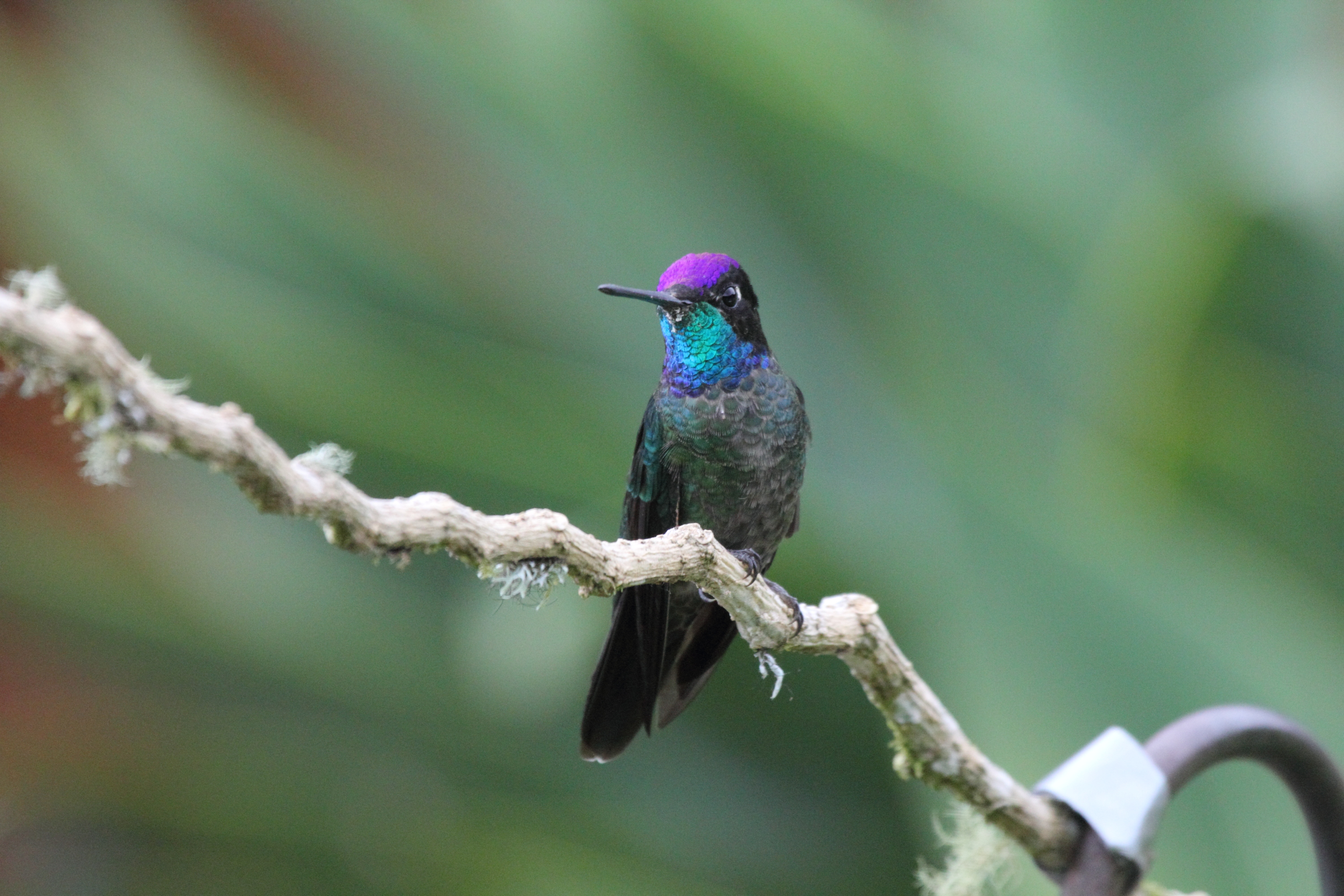
Самець південного колібрі-герцога

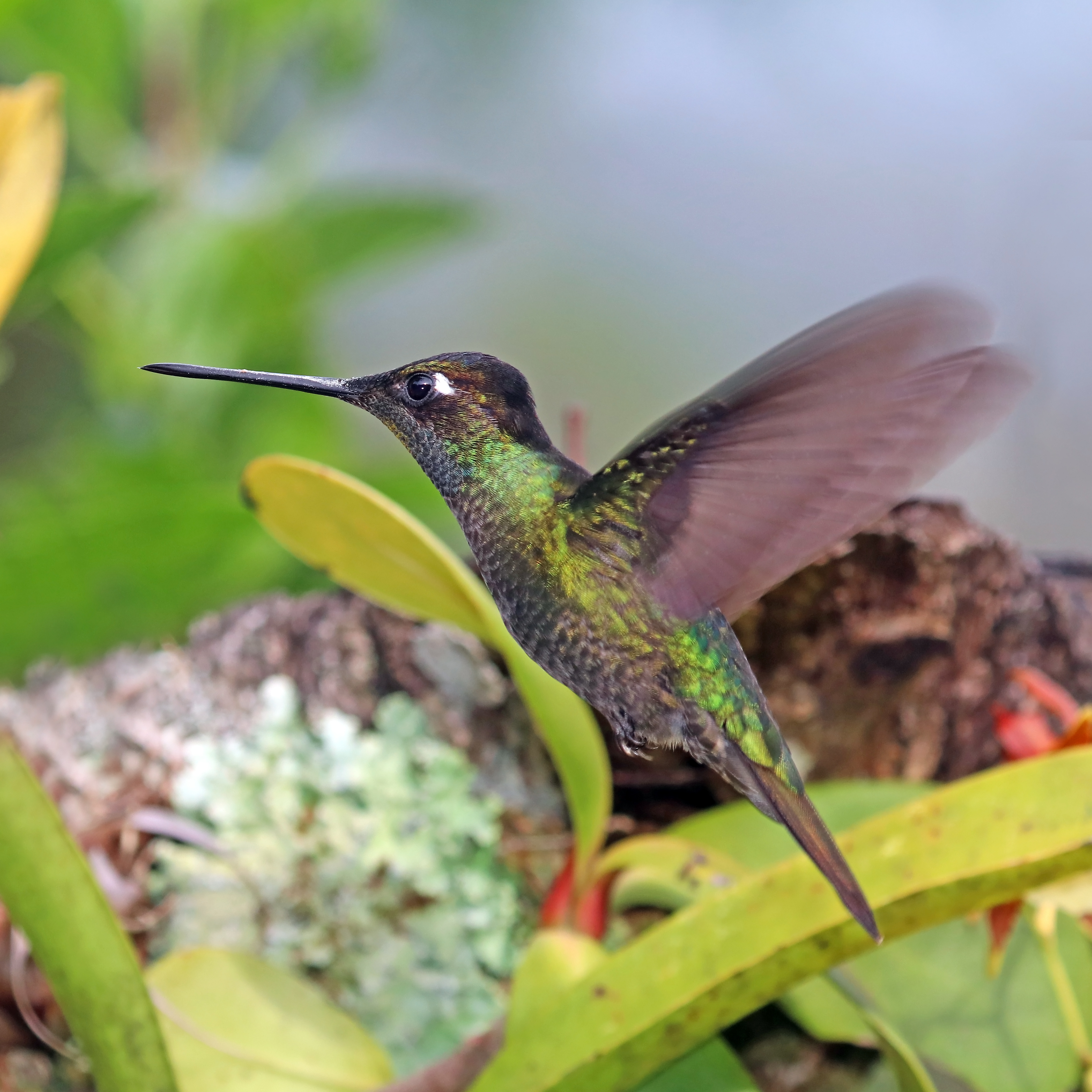
Самець південного колібрі-герцога

Довжина птаха становить 13 см, самці важать 10 г, самиці 8,5 г. Голова чорнувата з темно-зеленим відблиском, за очима невеликі білі плямки, на тімені фіолетово-синя або пурпурова пляма з металевим відблиском. Верхня частина спини чорнувата, решта спини і хвіст бронзово-зелені або золотисто-зелені, стернові пера мають сіруваті кінчики. Підборіддя і горла синьо-зелені з металевим відблиском, груди і живіт темно-бронзово-зелені, живіт бурувато-сірий. Нижні покривні пера хвоста тьмяно-бронзово-зелені з блідо-охристими краями. Дзьоб довгий, прямий, чорний.
У самиць райдужні плями на тімені і горлі відсутні. Верхня частина тіла у них тьмяна, темно-зелена, обличчя чорнувате. Дві центральні пари стернових пер тьмяні, темно-зелені, три крайні пари стернових пер бронзово-зелені з чорною смугою на кінці і коричнювато-сірими кінчиками. Горло коричнювато-сіре, пера на ньому мають охристі кінчики, боки темно-зелені, груди і живіт і нижні покривні пера хвоста тьмяно-коричнювато-сірі з тьмяно-зеленим відтінком. Забарвлення молодих птахів є подібне до забарвлення самиць, однак нижня частина тіла у них більш бура, поцяткована охристим лускоподібним візерунком, пера на верхній частині тіла у них мають охристі краї.

## Поширення і екологія
Південні колібрі-герцоги мешкають в горах Кордильєра-Сентраль і Кордильєра-де-Таламанка в Коста-Риці і в горах масиву Бару в провінції Чирикі на заході Панами. Вони живуть в гірських дубових лісах, у вологих гірських тропічних лісах, на узліссях і галявинах. В Коста-Риці вони зустрічаються на висоті понад 2000 м над рівнем моря, переважно на висоті понад 2500 м над рівнем моря, в Панамі на висоті від 2000 до 2400 м над рівнем моря.
Південні колібрі-герцоги живляться нектаром квітучих рослин, а також дрібними безхребетними, яких ловлять в польоті або збирають з рослинності. Самці захищають кормові території в нижньому ярусі ліску, іноді шукають нектар в кронах дерев. Самиці шукають нектар, переміщуючись за певним маршрутом. Сезон розмноження в Коста-Риці триває з листопада по березень. Гніздо чашоподібне, робиться з рослинного пуху і рослинних волокон, покривається зовні мохом і лишайником, прикріплюється бамбукового стебла на висоті від 1,5 до 3 м над землею. Пташенята покидають гніздо через 25 днів після вилуплення.